# النهضة (الباب)
نهضة  قرية سوريّة تتبع إداريّاً لمحافظة حلب منطقة الباب ناحية الراعي، بلغ تعداد سكانها 264 نسمة حسب التعداد السكاني لعام 2004.